# Aphelandra aristei
Aphelandra aristei är en akantusväxtart som beskrevs av Emery Clarence Leonard. Aphelandra aristei ingår i släktet Aphelandra och familjen akantusväxter. Inga underarter finns listade i Catalogue of Life.